# Aapravasi Ghat
El Aapravasi Ghat, en Port Louis, en Mauricio, es un complejo de edificios de 0'1640 ha; contienen los escasos indicios de las primeras construcciones realizadas para recibir a los trabajadores de la India. Los descendientes de esos inmigrantes constituyen 68% de la población de Mauricio.
En 2006 el Aapravasi Ghat fue inscrito en el Patrimonio de la Humanidad de la Unesco.